# Achitona transversevittata
Achitona transversevittata es una especie de coleóptero de la familia Oedemeridae.

## Distribución geográfica
Habita en la Provincia del Cabo (Sudáfrica).